# Чоргул (Лахш)
Чоргул (тадж. Чоргул) — село в сельском джамоате Лахши Боло Лахшского района. Расстояние от села до центра района — 55 км, до центра джамоата — 5 км. Население — 998 человек (2017 г.), таджики.